# Cerkiew Świętych Kosmy i Damiana w Vyšnym Komárniku
Cerkiew Świętych Kosmy i Damiana w Vyšnym Komárniku – drewniana greckokatolicka cerkiew filialna zbudowana w 1924 w Vyšnym Komárniku.
Należy do parafii w Krájnej Bystrej, dekanatu Svidník w archieparchii preszowskiej Kościoła katolickiego obrządku bizantyjsko-słowackiego.

## Architektura i wyposażenie
Cerkiew postawiona w 1924, na miejscu poprzedniej. Data budowy nad wejściem do babińca.
Jest to budowla drewniana konstrukcji zrębowej, trójdzielna, orientowana. Prezbiterium, nawa i babiniec na planach kwadratów. Od zachodu wieża słupowo-ramowa, podzielona daszkami na trzy kondygnacje, zwieńczona izbicą i baniastym hełmem. Nad nawą i prezbiterium dach jednokalenicowy, kryty gontem z dwiema wieżyczkami.
Wewnątrz kopuły zrębowe nad trzema częściami. Brak polichromii. Ołtarz główny w prezbiterium. W nawie ikonostas, z okresu budowy świątyni, w części górnej ozdobiony bogatym złotym ornamentem roślinnym.

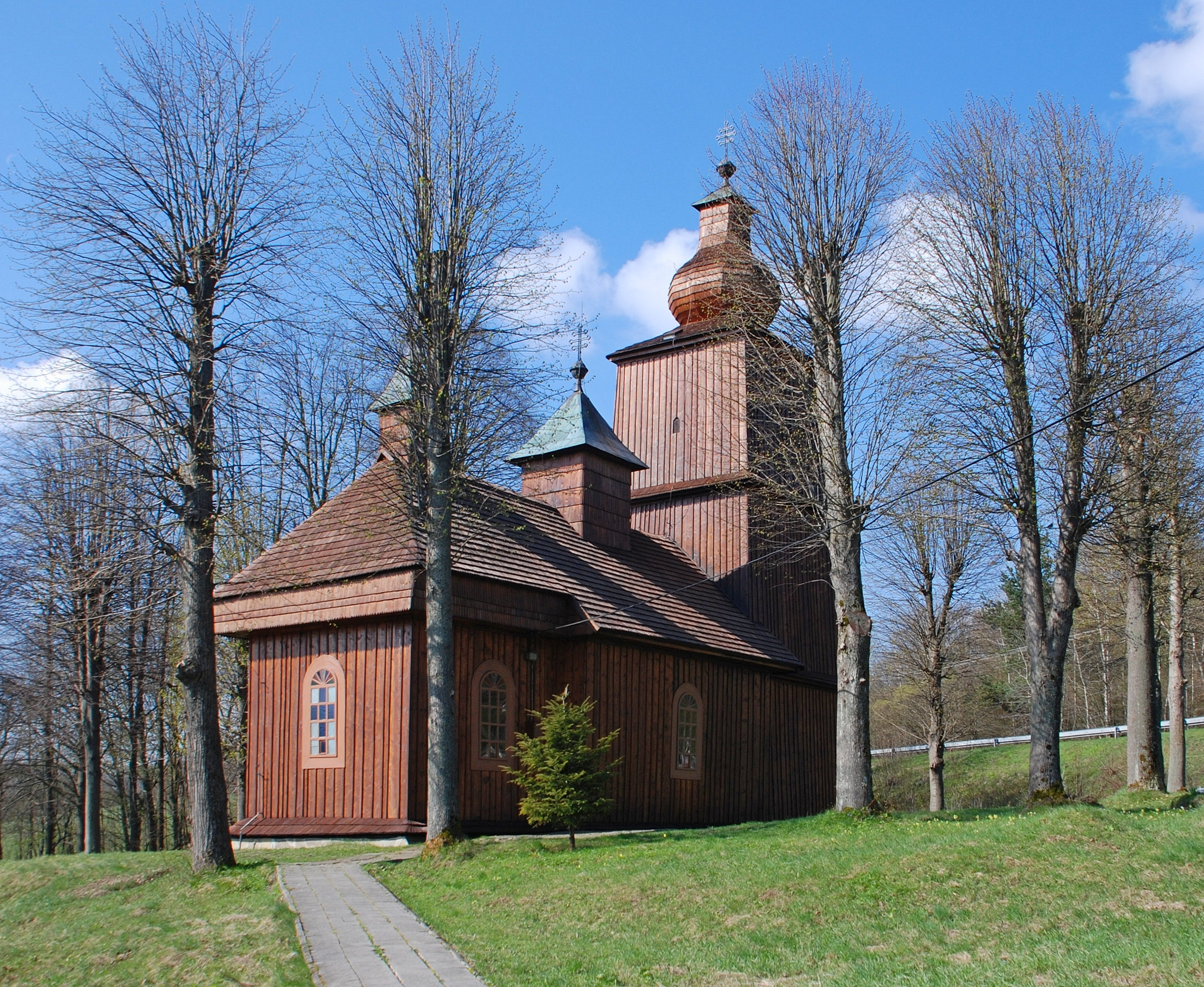
Widok od strony prezbiterium
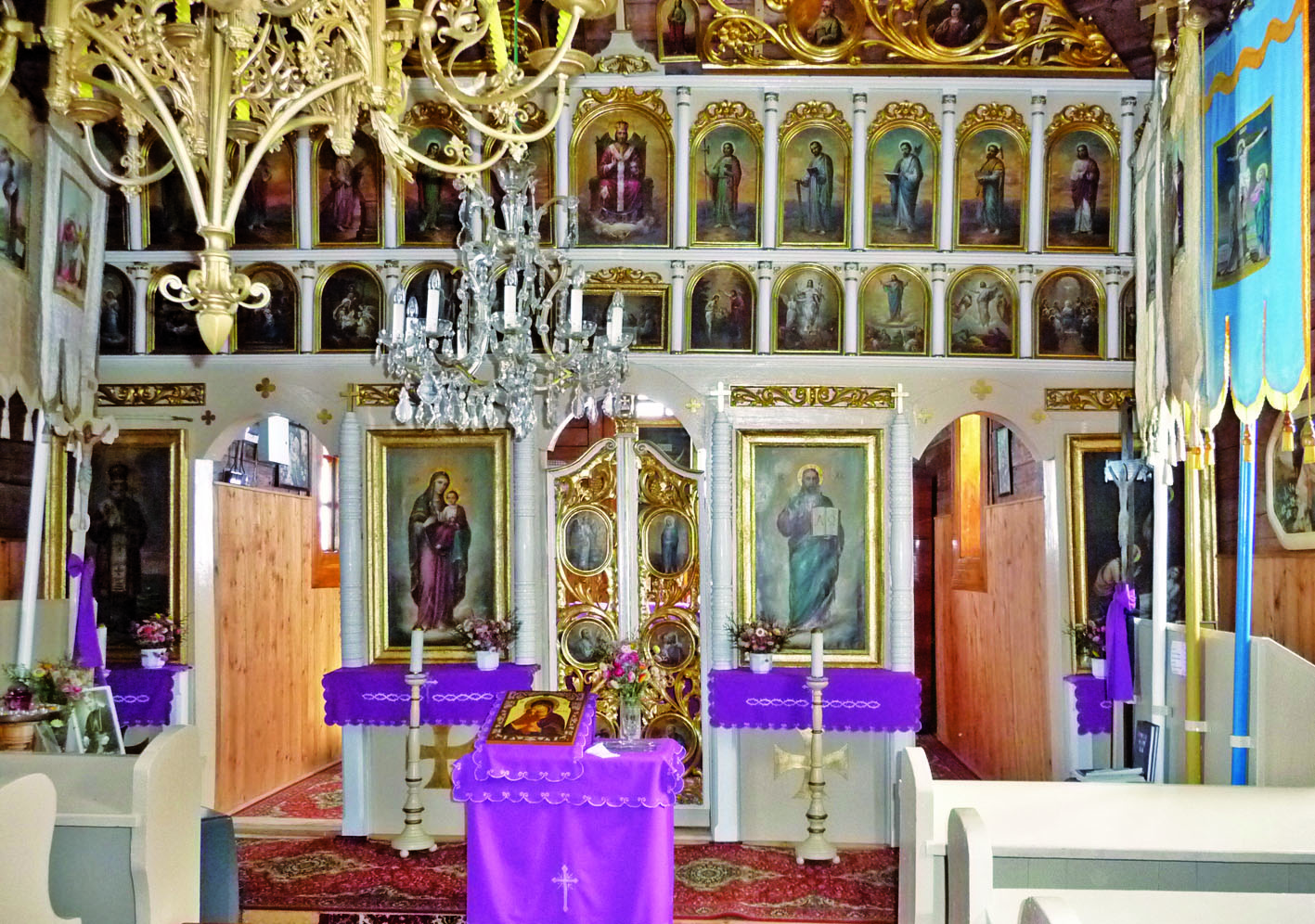
Ikonostas
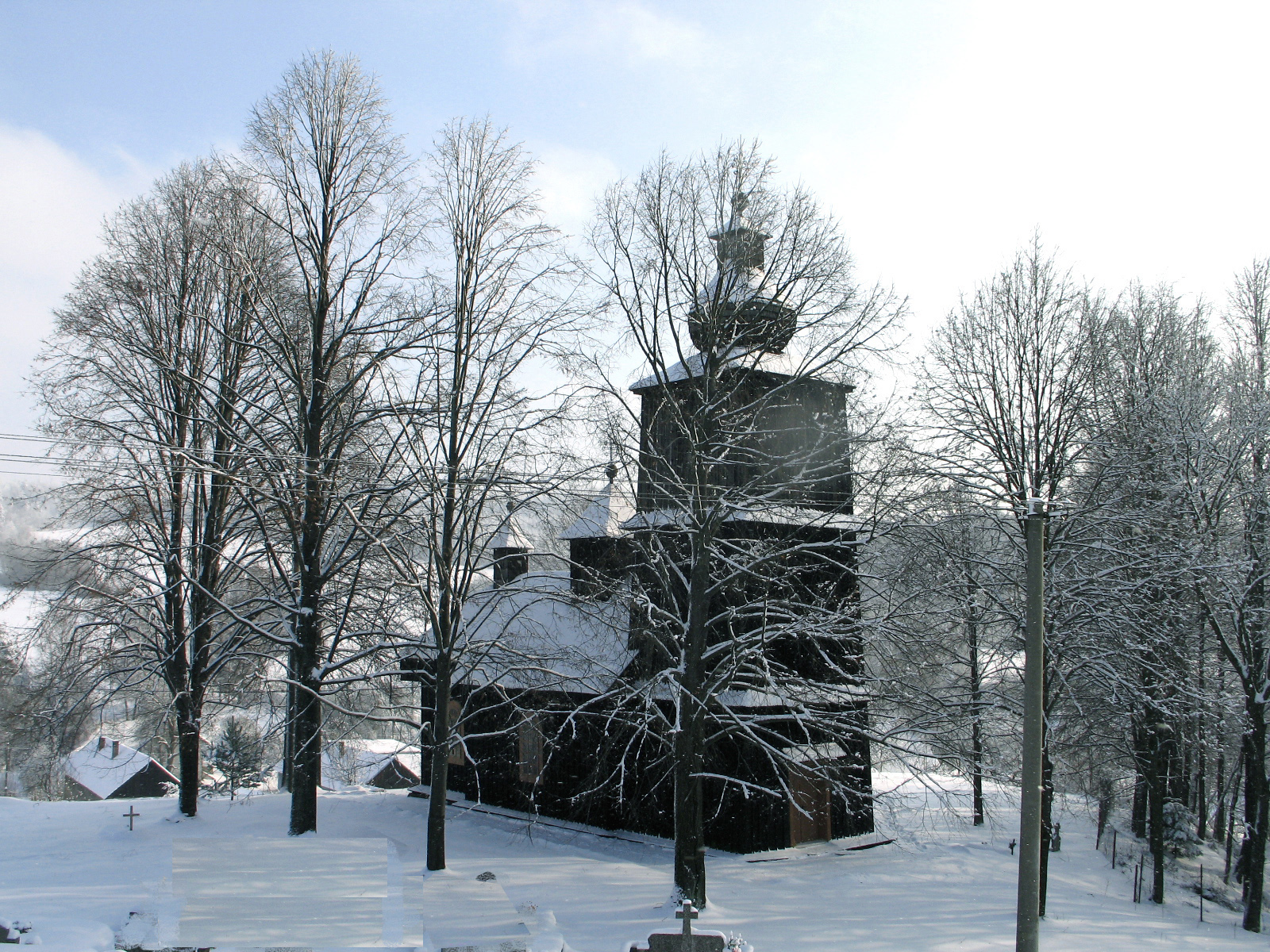
Elewacja frontowa